# Der Kuchen
Der Kuchen (franz. Le Gâteau) ist eine Novelle von Guy de Maupassant. Sie entstand wahrscheinlich um 1881, erschien aber erst posthum 1899 in dem Erzählband Le Père Milon.

## Handlung
Madame Anserre ist eine impulsive und romantische Frau. Sie schreibt Verse und Novellen. Ihr Mann ist Landwirtschaftswissenschaftler. Häufig geben die beiden Empfänge, wobei sich ihre und seine Gäste in getrennten Räumlichkeiten aufhalten. Die Gesellschaft der Frau nennt man „Die Akademie“, die des Mannes „Die Landwirtschaft“. Bei diesen Abendgesellschaften in Paris ist es Brauch, dass Frau Anserre einen der Gäste auswählt, um die Brioche anzuschneiden. Einmal wird diese Ehre einem jungen Neuling in der Runde der „Akademie“ zuteil. Er ahnt nicht, dass dieses Amt mit einem Liebesdienst für Frau Anserre verbunden ist. Bei der nächsten Abendgesellschaft wirkt er verunsichert und flüchtet, als die Brioche gebracht wird, in die „Landwirtschaft“. Frau Anserre verfolgt ihn dorthin und bittet ihn, den Kuchen anzuschneiden. Darauf entgegnet Herr Anserre, sie nicht zu stören, da man gerade in einem wissenschaftlichen Gespräch sei. Seitdem hat niemand mehr Frau Anserres Brioche angeschnitten.